# Ernest Hébert

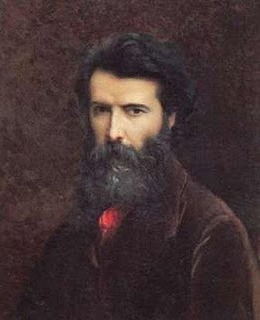
Ernest Hébert (zelfportret).

Ernest Hébert, voluit Antoine Auguste Ernest Hébert (La Tronche, bij Grenoble, 3 november 1817 - aldaar, 5 november 1908) was een Frans kunstschilder.

## Leven en werk
Ernest Hébert was de zoon van een notaris uit Grenoble. In 1835 ging hij naar Parijs om rechten te studeren, maar hij richtte zich al snel op de kunst. Hij ging werken in het atelier van beeldhouwer David d'Angers (1788-1856) en vervolgens bij de schilder van historische taferelen Hippolyte Delaroche (1797-1896).

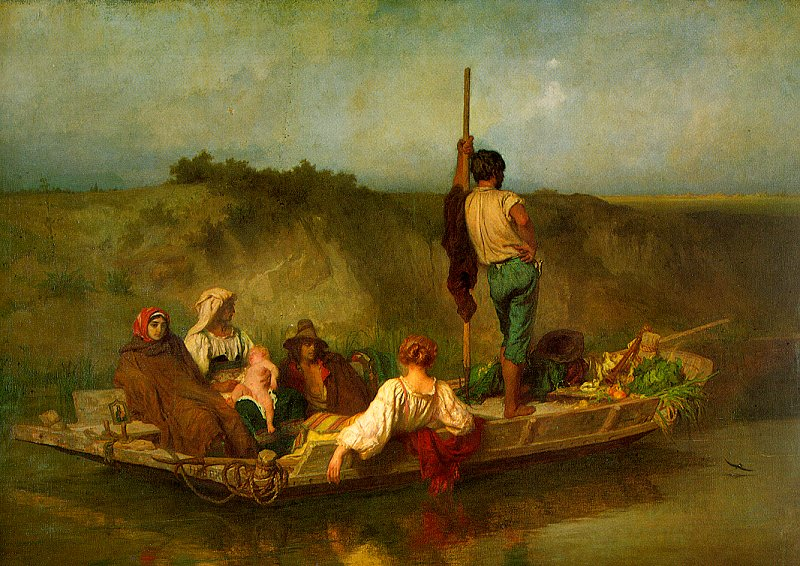
Malaria, 1848-49

Op zijn tweeëntwintigste exposeerde Hébert reeds in de Parijse salon. In 1839 won hij met het Bijbelse tafereel De ontdekking van Jozefs beker in de zak van Benjamin de Prix de Rome. Met de daaraan verbonden studiebeurs reisde hij vervolgens naar Rome, waar hij verbleef in de Villa Medici, die toen het domicilie was van de Académie de France à Rome.
Na zijn terugkeer naar Parijs werd Hébert hofschilder van Napoleon III. In 1850-1851 had hij groot succes met de expositie van zijn schilderij Malaria in de Parijse salon. Het werk toont een groep mannen en vrouwen in een gammele boot op de Tiber, op de vlucht voor een epidemie. Het tafereel is gebaseerd op een door Hébert zelf waargenomen tafereel tijdens zijn verblijf in Italië. Na het succes van Malaria maakte hij nog diverse werken in hetzelfde genre, in de stijl van de romantiek, met veel aandacht voor atmosfeer, vaak geïnspireerd het Italiaanse landschap.
Na 1860 zou Hébert zich in toenemende mate toeleggen op de portretschilderkunst, waarbij invloeden van de Engelse prerafaëlieten zijn te herkennen. Ook maakte hij veel religieuze werken, vaak in opdracht. Als fervent Italië-liefhebber werkte hij vaak met Italiaanse modellen. Voor het Panthéon in Parijs maakte hij een aantal muur- en plafondschilderingen.
Van 1866 tot 1873 was Hébert directeur van de 'Académie de France' in Rome. Vervolgens keerde hij weer terug naar Frankrijk, werd lid van de Institut de France, om van 1885 tot 1891 andermaal als directeur terug te keren naar de Académie de France te Rome.
Hébert overleed in 1908, 91 jaar oud. Veel van zijn werk bevindt zich in het 'Musée Hébert' te Parijs en in zijn geboortehuis in La Tronche, dat als herdenkingsmuseum is ingericht. Ook het Musée d'Orsay bezit diverse werken van Hébert, alsook een hoeveelheid portretfoto's die hij maakte als amateurfotograaf.

## Portretten

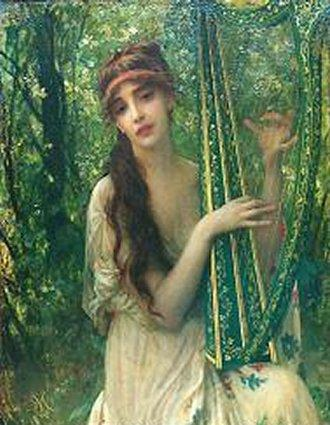
La Musique
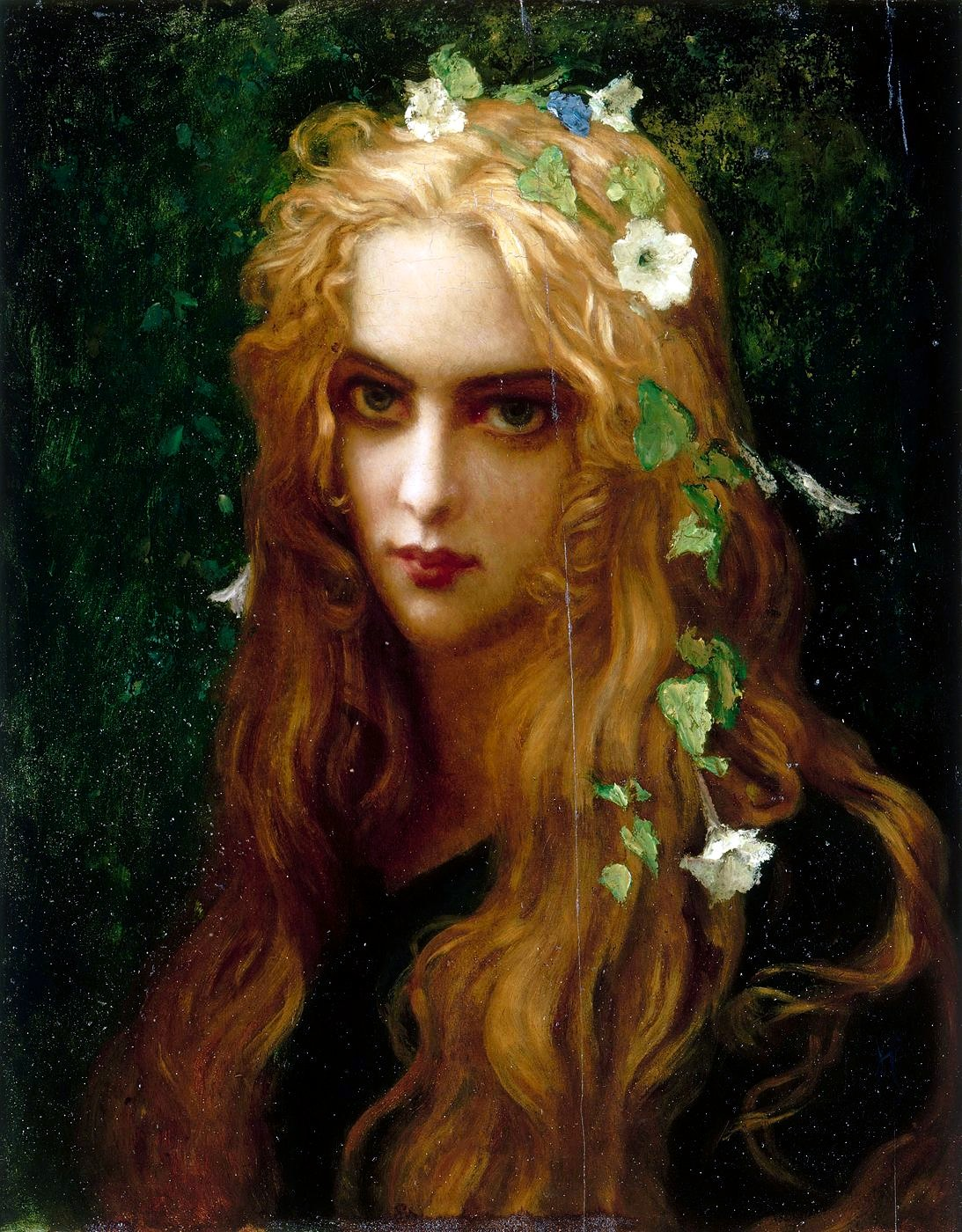
Ophélie
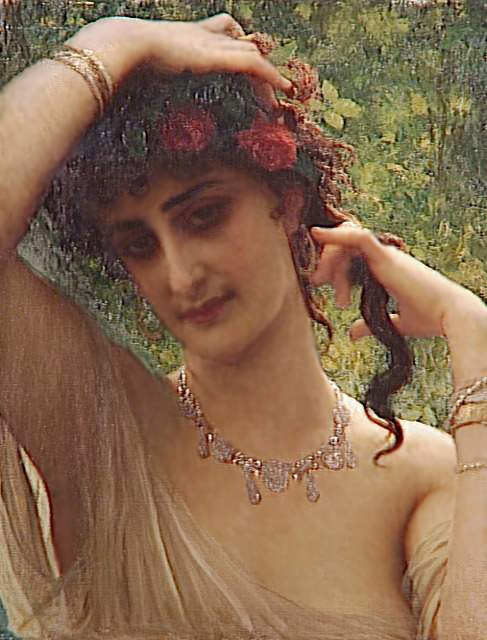
Antoinette
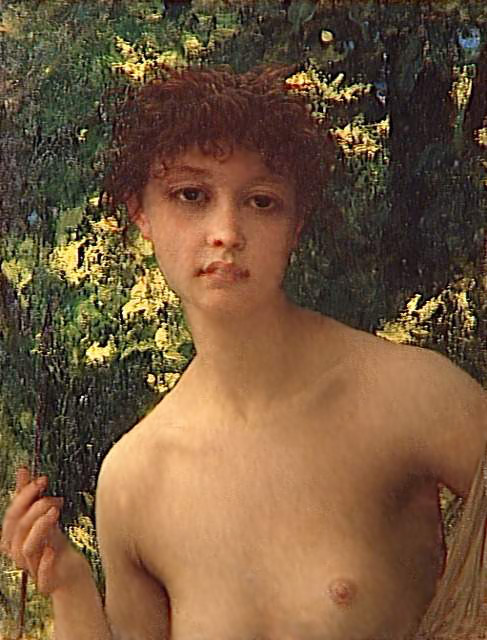
Jonge jaagster
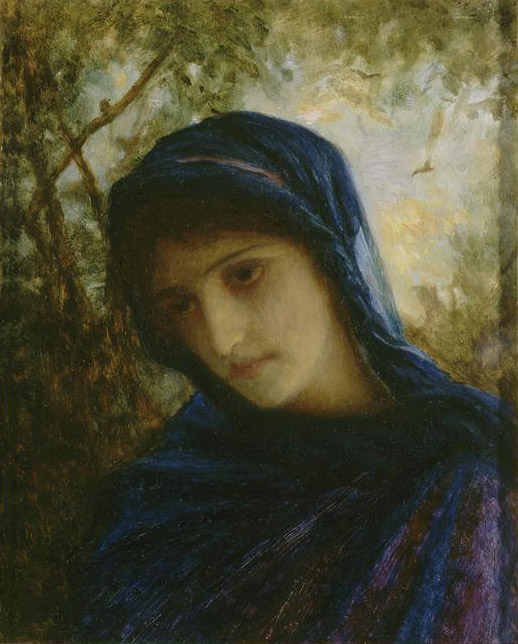
Dromen in de schemer
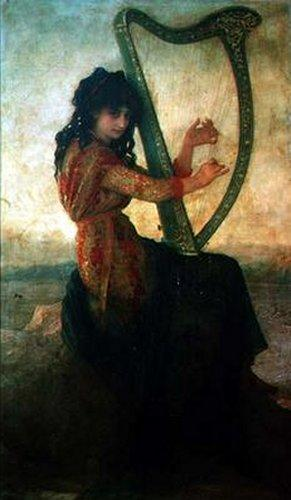
Muze speelt de harp
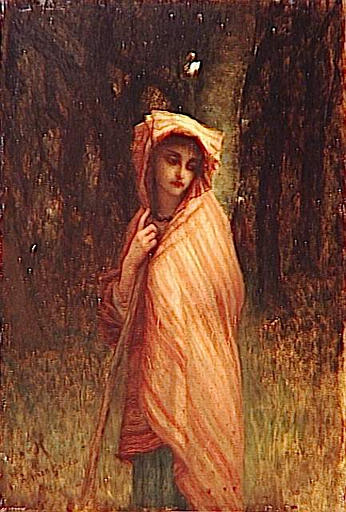
Meisje met rode omslag
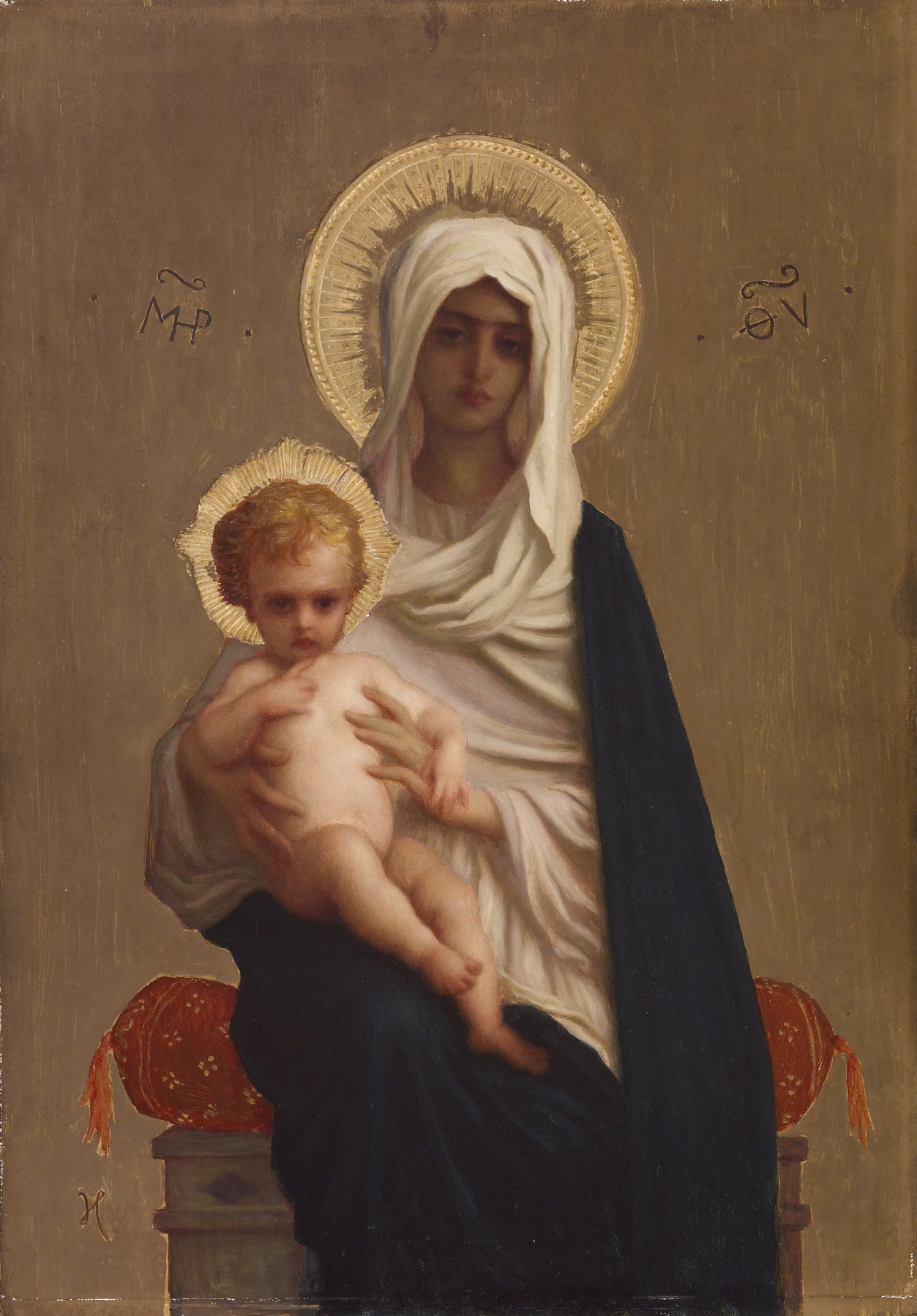
De Maagd van de Verlossing, 1873
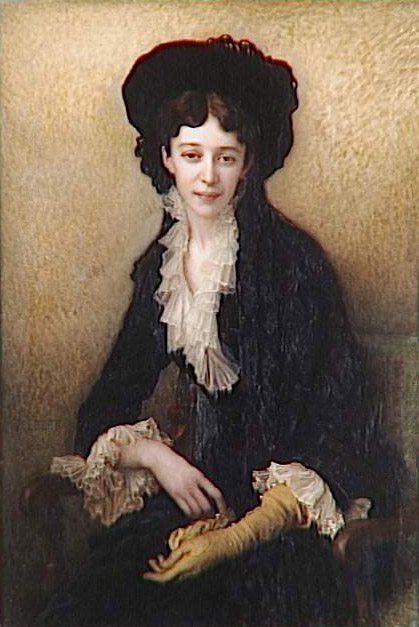
De hertogin van Dampierre
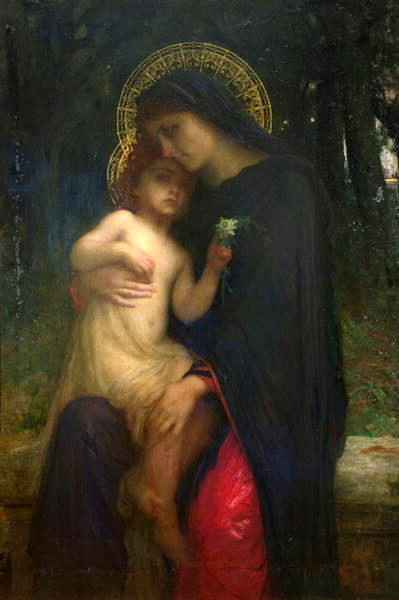
Aanbidding

## Leerlingen
- Ludovic Alleaume (1859-1941)
- Jules-Charles Aviat (1844-1931)
- Alfred-Louis Bahuet (1862-1910)
- Gabriel Ferrier (1847-1914)
- François-Maurice Lard, aan de École des beaux-arts de Paris (1864-1908)
- Eugène Louis Pirodon
- Paul-Désiré Trouillebert (1829-1900)
- Jacques Barcat (1877-1955)[1]